# Accès à Internet à très haut débit
 (septembre 2016).
Un accès à Internet à très haut débit (ou THD) est un accès à Internet offrant un débit binaire supérieur à celui d'un accès haut débit, par exemple via réseau DSL ou fibre optique.
Des débits crêtes de référence sont fixés par certaines autorités. Ils sont de 30 Mbit/s en Europe, tout comme pour l'Arcep en France. Historiquement, l'Arcep publie aussi des statistiques pour les débit crêtes à 100 Mbit/s.
Pour les infrastructures filaires, le débit théorique d'un accès très haut débit est au minimum de 30 Mbit/s dans le sens descendant (débit correspondant à un raccordement en réseau cuivre de 1 km en VDSL2) et peut atteindre jusqu'à 1 Gbit/s. Ce type de performances était réservé auparavant aux accès à l'épine dorsale du réseau mondial ainsi qu'aux liaisons numériques professionnelles des fournisseurs d'accès à internet ou de certaines grandes entreprises.
Parmi les techniques et normes de transmission offrant ce type de performances, la fibre optique procure un réel avantage technique. Le déploiement peut se faire en mode « fibre jusqu’au domicile de l’abonné » (en anglais Fiber To The Home ou FTTH) solution permettant un débit de 1 000 Mbit/s mais aussi la plus coûteuse, ou en mode dite FTTx (fibre jusqu’au sous répartiteur ou jusqu’à l’immeuble, en réutilisant la paire de cuivre du réseau téléphonique pour la partie terminale) permettant un débit de 100 à 500 Mpps avec une terminaison VDSL2 ou G.fast avec un coût de raccordement nettement plus faible.
Pour les réseaux mobiles et de radiocommunication, les normes de type 4G sont considérées comme faisant partie des accès « très haut débit ». DC-HSPA+ (3G++ dual carrier) est censée, offrir un service avec un débit théorique maximum pouvant atteindre 42 Mbit/s en voie descendante et 10 Mbit/s en voie montante. Les normes LTE, LTE Advanced (4G+) et 5G, en cours de déploiement dans certains pays, permettent ou permettront d'obtenir des débits descendants allant jusqu'à 1 Gbit/s (LTE Advanced) et plus (5G).
Alors qu'à ses débuts en France l'offre FTTH a commencé par se construire sur des offres à 100 Mbit/s descendants, certains opérateurs comme Orange et SFR ont dépassé progressivement cette limite. En 2023, tous les opérateurs proposent une offre fibre avec des débits maximums théorique descendants jusqu'à 300 Mb/s en descendant et en montant. Les débits peuvent atteindre 4Gb/s selon les offres.

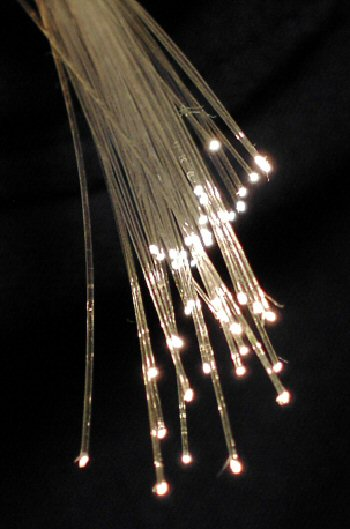
Fibres optiques.

## Bénéfices attendus
Le déploiement du très haut débit permettrait de faire de l'industrie française un leader dans le domaine du numérique[réf. nécessaire].
Arthur D. Little, dans son étude pour la Fédération Française des Télécoms estime que les investissements de vingt à trente milliards d'euros prévus par les opérateurs français dans le déploiement de la fibre dans les quinze prochaines années permettront de multiplier par cinq le débit fixe pour tous les foyers, de faire gagner 0,75 point de PIB à la France, de créer 100 000 emplois ; d'améliorer l'attractivité des territoires en zones rurales et de générer de nouveaux usages comme le télétravail, la télémédecine, la télévision HD ou les objets connectés.
Il est attendu du très haut débit, par la réduction des contraintes dues à l’éloignement, une amélioration de la qualité des services et des possibilités des individus dans les territoires isolés, à savoir les communes dont moins 25 % des actifs travaillent dans une aire urbaine. Jean-Jacques Girardot voit également dans les technologies de l’information et de la communication une possibilité de développement de l’intelligence territoriale, c’est-à-dire les connaissances permettant la compréhension des structures et des dynamiques des territoires et nécessaires à leur développement durable.

### Usages nouveaux
D'un point de vue client, le THD amène un plus grand débit dans les connexions internet (dans chaque sens), une meilleure qualité de service, la possibilité d'avoir chez soi plusieurs chaînes de télévision à haute-définition et de charger sur son mobile des morceaux de musique instantanément. Il apporte simultanéité, rapidité et symétrie.
Du point de vue de l'aménagement du territoire, le déploiement du THD par la fibre optique devrait permettre le maintien ou le développement d'activités économiques dans les zones rurales. Les nouvelles pratiques générées par ces nouvelles technologies (commerce en ligne, télétravail…) engendrent également des bouleversements concernant les modes de vie et les usages dans l'espace.
Le 5 août 2008, un article a été inscrit dans la loi de modernisation de l'économie (LME)[source insuffisante] : l'accès des opérateurs aux immeubles existants (avec une procédure de raccordement inspiré du droit à l'antenne TV), la mutualisation des câblages installés dans les immeubles, l'encadrement des conventions propriétaires/opérateurs et le précâblage des immeubles de logement neufs en fibre optique.
Outre le développement de l'offre de communication existante - triple play (offre « packagée » incluant Internet, la télévision en haute définition, le téléphone fixe), voire quadruple-play, (téléphone mobile en plus) - de nouveaux services pourraient également se développer : télétravail, vidéo à la demande, télévision et VOD mobile, télévision HD en 3 dimensions…
Les opérateurs qui disposeront des deux types de réseaux comme Orange et SFR/Neuf pourront offrir des services convergents entre les univers fixe et mobile, par exemple la possibilité d'avoir accès à un même film en vidéo à la demande sur son ordinateur, sa télévision ou son téléphone portable.
Surtout, le THD offre des perspectives de services complètement nouvelles en faisant jouer la complémentarité entre les différents supports. Par exemple, on peut envisager de choisir telle ou telle caméra pour voir une action d'un match de foot, sélectionner un joueur et voir ses statistiques, revoir des actions alors que le jeu se poursuit puis le reprendre en léger différé ou en direct, partager en même temps ses émotions avec des amis au travers d'une visioconférence, etc.

### Aspects économiques

#### Raccordement des immeubles
L'installation de la fibre optique implique des travaux dans les immeubles et dans la partie finale du réseau avec, le cas échéant, des travaux de voirie. Le coût d'installation a été évalué entre 400 € et 2 000 € par appartement. Les opérateurs français raccordent gratuitement les immeubles à leur réseau comme rendu obligatoire par la LME.

#### Abonnements
Aux États-Unis, les abonnements sont de l'ordre de cent dollars par mois (80 euros). Deux opérateurs (Verizon et AT&T) se partagent le marché qui atteint 2,5 millions de clients, début 2009.
En Corée du Sud, le marché atteint les onze millions de clients en 2013. Il est essentiellement capté par SK Telecom.
Au Japon, le marché atteint dix-sept millions de clients, en mars 2010. Il est essentiellement capté par NTT (de l'ordre de cinquante euros par mois avec des différences selon que le logement est en individuel ou en collectif et selon la région).
En France, les abonnements varient entre 25 euros (Numericable) et 36 euros (Orange, SFR). En 2020, de nombreuses offres promotionnelles proposées par les opérateurs offrent la fibre optique à des tarifs compris entre 15 euros et 25 euros par mois.

### Enjeux pour les opérateurs
Cette technologie est un vecteur de différenciation fort. Les investissements sont importants pour le déploiement d'un réseau de Très haut débit puisqu'on parle de plusieurs milliers d'euros par raccordement client. La barrière d'entrée risque de dissuader des opérateurs n'ayant pas une forte capacité d'investissement. Les clients de ces opérateurs, dès qu'ils auront terminé leur période d'obligation légale, pourront changer d'opérateur au profit d'un autre.
Les opérateurs disposent d'un relais de croissance important avec une technologie qui permet d'apporter de nouveaux services et donc d'augmenter le prix moyen de la facture par abonné (ARPU).

#### Enjeux pour les opérateurs, en France
En mai 2010, certains fournisseurs d'accès à internet, comme Free, ont gardé le tarif de l'ADSL triple play soit 29,99 € mais sous-entendent qu'ils pourraient l'augmenter. D'autres, comme Orange, ont une offre au même tarif que l'ADSL à 34,90 € et une offre premium. L'amortissement de leur investissement dans un nouveau réseau provient en partie de l'économie faite sur la location de la ligne de cuivre (dégroupage) auprès de France Télécom soit 9 € HT en 2009.
Il est à noter que certaines collectivités locales facturent aux FAI 14,50 € HT la location de la fibre jusqu'au client. D'autres tarifs sont établis à 26 € HT (Pau) !
La stabilisation des modèles de coûts et de revenus n'est pas encore acquise en mai 2010.

## En France

### Le Plan France Très Haut Débit
Il fait l’objet d’une stratégie d’envergure nationale : « le Plan France Très Haut Débit ». Ce plan a été présenté par le président de la République François Hollande en février 2013 visant une couverture très haut débit de 100 % du territoire français en 2022, pour une coût de estimé à 20 milliards d'euros en 10 ans. Il a été renforcé par la loi du 7 octobre 2016 pour une République numérique, dite loi Lemaire, permettant aux conseils départementaux et régionaux d’établir des stratégies de développement des usages et services numériques. Ce dispositif, déclinant le schéma directeur territorial d’aménagement numérique de la région pour les usages, doit pouvoir coordonner les initiatives publiques et privés afin de garantir la meilleure couverture du territoire possible en services numériques.
Se sont ajoutés en 2017 les commissions régionales de stratégie numérique qui, sous l’autorité du préfet, accompagnent le développement numérique des territoires en coordonnant les services déconcentrés concernés, et un programme de développement concerté de l’administration numérique territoriale accompagne les territoires dans la transition numérique des services publics.
Fin 2023, les objectifs de 2022 n'était pas atteints, mais on espère un accès au très haut débit partout avant 2030 grâce à la fibre optique, même si certains (par exemple : Jean-François Fallacher, directeur général d'Orange France) en doutent.
Et un premier « plan de décommissionnement » du réseau téléphonique cuivre, expérimental, porté par Orange, va imposer à 162 communes au 1er janvier 2024, de se préparer à la suppression du fil de cuivre pour le téléphone et internet, au profit de la fibre optique et du smartphone. L'objectif général est la suppression du réseau en 2030 « ce qui suppose de disposer, partout en France, de moyens pour connecter les foyers au très haut débit ».

### Déploiement commercial des opérateurs
Les coûts de raccordement par prise peuvent varier dans un rapport de 1 à 10, pour les petits immeubles.
En avril 2009, l'Arcep comptait en France métropolitaine cinq opérateurs de fibre optique résidentielle, dont un opérateur local (niveau départemental seulement), et un opérateur couvrant tous les départements français (DOM inclus), les trois autres opérateurs se limitant à la métropole.
En juin 2012, l'Arcep compte en France métropolitaine vingt-quatre opérateurs de fibre optique résidentielle, dont quinze opérateurs locaux (dix au niveau mono-départemental seulement, dont un dans les Dom-Tom, et cinq multi-départementaux), et un opérateur couvrant tous les départements français (DOM inclus), les huit autres opérateurs se limitant à la métropole.

### Le marché
En 2011, les opérateurs français présentaient des offres très haut débit à un tarif mensuel variant de 34  à   98 euros par mois.
En 2013, le leader du marché français du FTTH, Orange, commercialisait une offre avec deux tarifs : 33,90 € mensuel sans engagement pour 100 Mbit/s, et 39,90 € mensuel sans engagement pour 200 Mbit/s.
La France comptait selon l'ARCEP, au 4e trimestre 2011, 1 390 000 abonnements aux services très haut débit dont 425 000 chez Numericable en HFC ou FTTLA, et 197 000 en accès FTTH.
1 million 475 milles logements étaient éligibles à la FTTH dont 572 000 logements dans lesquels les services sont proposés par plusieurs opérateurs (mutualisation).
Au premier trimestre 2012, 24 000 personnes étaient abonnés via la mutualisation.
Selon l'Arcep, à la fin du dernier trimestre 2012, la France comptait 1,6 million d'abonnements à très haut débit dont 323 000 abonnements en FTTH, pour un parc de 2 millions 165 mille logements éligibles à la FTTH, dont 1 113 000 logements (soit 51 %) où les services peuvent être proposés par plusieurs opérateurs. Par ailleurs, 35 000 personnes sont abonnés via la mutualisation active et 30 000 via du bitstream.
À la fin du deuxième trimestre 2015, le nombre d'abonnés très haut débit en France dépasse 3,8 millions, dont 1 140 000 en fibre optique FTTH, 1 010 000 en technique mixte fibre/câble coaxial (DOCSIS) et 1 690 000 ayant un débit plus faible compris entre 30  et   100 Mbit/s (câble coaxial ou VDSL2); le nombre d'abonnés à très haut débit représente 28 % du nombre total des logements éligibles (13 895 000) ; il a été multiplié par plus de 2,5 en 3 ans et demi (depuis fin 2011).
| Le graphique qui aurait dû être présenté ici ne peut pas être affiché car il utilise l'ancienne extension Graph, désactivée pour des questions de sécurité. Des indications pour créer un nouveau graphique avec la nouvelle extension Chart sont disponibles ici . |

Au premier trimestre 2020, 40% des Français peuvent bénéficier d'un accès à très haut débit à Internet.

### Les anciens opérateurs

#### Numericable
Numericable (devenu en 2016 SFR Group) était le leader français du très haut débit en technologie câble HFC (FTTLA), avec plus de 500 000 abonnés en 2012,.
Depuis ses débuts, l'offre de Numericable a beaucoup évolué et proposait fin 2007 un débit pouvant atteindre 100 Mbit/s, permettant d'accueillir et de développer les nouveaux usages de l'Internet, couplés à la télévision connectée.
Son réseau, en développement, permettait, en 2010, de connecter jusqu’à 4,2 millions de foyers au très haut débit en France, dont un million à Paris. En ce qui concerne le déploiement de son réseau de fibre optique, Numericable est présent dans une trentaine de villes ou agglomérations.
Numericable exploitait son réseau de fibre optique en vendant des abonnements sous sa propre marque ou en marque blanche à Auchan, Darty et Bouygues Telecom.
En août 2012, Numericable comptait 1,581 millions d'abonnés (dont 1,335 millions en propre, et le reste à travers ses marques blanches). Les opérateurs de très haut débit sont alors Bouygues Telecom (environ 130 000), Darty et Auchan Télécom.
En 2013 et 2014, Numericable lance des offres à 200 Mbit/s puis 400 Mbit/s en réception et 20 Mbit/s en émission.

### Les opérateurs
La France compte quatre opérateurs principaux dans le domaine de l'accès au très haut débit par câble ou fibre optique.
| Le graphique qui aurait dû être présenté ici ne peut pas être affiché car il utilise l'ancienne extension Graph, désactivée pour des questions de sécurité. Des indications pour créer un nouveau graphique avec la nouvelle extension Chart sont disponibles ici . | Le graphique qui aurait dû être présenté ici ne peut pas être affiché car il utilise l'ancienne extension Graph, désactivée pour des questions de sécurité. Des indications pour créer un nouveau graphique avec la nouvelle extension Chart sont disponibles ici . |
| Le graphique qui aurait dû être présenté ici ne peut pas être affiché car il utilise l'ancienne extension Graph, désactivée pour des questions de sécurité. Des indications pour créer un nouveau graphique avec la nouvelle extension Chart sont disponibles ici . | Le graphique qui aurait dû être présenté ici ne peut pas être affiché car il utilise l'ancienne extension Graph, désactivée pour des questions de sécurité. Des indications pour créer un nouveau graphique avec la nouvelle extension Chart sont disponibles ici . |
| Source ARIASE, pour la France entre 2014 et 2016. | |

#### Orange
Orange a débuté en 2006 des essais de déploiement du très haut débit sur 5 arrondissements de Paris ainsi que 5 villes des Hauts-de-Seine puis 5 villes en région. Son offre propose un débit descendant de 100 Mbit/s et remontant de 10 Mbit/s (100 Mbit/s en option).
Fin 2009, Orange est présent à Paris, dans les Hauts-de-Seine et dans 10 villes de province.
En février 2010, France Télécom a indiqué vouloir investir 2 milliards d'euros dans le FTTH jusqu'en 2015 pour être présent dans chaque région en 2012 et chaque département en 2015. L'opérateur propose le partage de son infrastructure de génie civil (du central jusqu'à l'immeuble) et le partage de la fibre montante (du bas d'immeuble jusqu'à l'appartement) aux opérateurs concurrents.
Depuis février 2013 Orange propose un débit descendant de 200 Mbit/s et montant de 50 Mbit/s pour les abonnés Livebox Play. L'opérateur a également sorti une offre Jet en avril 2014 proposant 500 Mbit/s en débit descendant et 200 Mbit/s en débit montant.
Dans ces résultats annuels de l'année 2011, France Telecom indique avoir conquis 866 000 logements auxquels il offre la disponibilité à la FTTH, dont 95 000 clients, au dernier trimestre 2011. La société dispose alors de 149 000 clients FTTH au niveau du groupe.

#### SFR
SFR est, avec Orange, l'un des principaux opérateurs ayant la capacité d'apporter le FTTH.
En juin 2013, SFR passe ses offres fibre à 300 Mbit/s en réception et 50 Mbit/s en émission pour ses nouveaux clients.
Le 1er octobre 2013, à la suite de l'annonce des augmentations de débits chez Free, SFR s'aligne et passe à des débits de 1 Gbit/s (1 000 Mbit/s) en réception et 200 Mbit/s en émission, ce qui en fait avec Free l'opérateur offrant, en 2013, les débits grand public les plus rapides d'Europe.

#### Bouygues
Bouygues Telecom dépasse les 150 000 abonnés au très haut débit fixe. Sa formule BBox Fibre emprunte à la suite d'un accord le réseau fibre de Numericable
En avril 2012, SFR porte plainte contre Bouygues pour l'utilisation du mot fibre. Bouygues Telecom utilisant le réseau Numericable FTTLA, une partie de la connexion est en effet réalisée avec du câble coaxial dont les performances et la fiabilité sont inférieures à la fibre.

#### Free
Free a une offre très haut débit jusqu'à 8 Gbit/s en réception et 600 Mbit/s en émission[réf. souhaitée]. La société a également annoncé que, lorsque Free Infrastructure était opérateur d'immeuble, son réseau était ouvert aux opérateurs concurrents ; ils peuvent s'appuyer sur l'infrastructure fibre de Free pour déployer leurs propres offres. Le déploiement a concerné dans un premier temps la ville de Paris puis concerne la petite couronne et le reste de la France dans les secteurs où la société compte au moins 15 % de clients. Pour les zones dont la desserte nécessite des travaux de génie civil, Free a annoncé rechercher des accords de cofinancement avec les collectivités concernées.
Free a été le premier opérateur à déclarer vouloir déployer le très haut débit en France avant 2007. Il a même eu recours à de la publicité illégale pour cela.
En 2011, pour l'Association des Responsables de Copropriété, Free Infrastructure a des difficultés pour installer la fibre optique. Les retards de cette société dépassent souvent le seuil de six mois fixé par la loi. Par ailleurs, la fibre « verticale » de l'immeuble peut être installée sans la fibre « horizontale » interdisant tout accès aux opérateurs internet. En 2011, 85 % des problèmes concernaient l'opérateur Free d'après l'union des associations des responsables de copropriétés, représentant 850 000 copropriétaires. En juillet 2011, l'Arcep a pris la décision no 2011-0893 pour répondre au besoin de la société France Télécom d'effectuer le raccordement d'un client dont l'opérateur d'immeuble est Free Infrastructure. En 2011, Free Infrastructure est l'opérateur qui posait problème : 62 % des copropriétés ayant signé une convention avec Free Infrastructure ne sont toujours pas connectés après les 6 mois de délais réglementaires. Par ailleurs, la société Free Infrastructure a adopté une attitude anticoncurrentielle qui pénalise 85 000 logements situés dans 7 000 copropriétés.
Le 1er octobre 2013, pour certains des abonnés au service FTTH de Free, le débit maximum augmente automatiquement et sans coût additionnel pour atteindre une vitesse théorique de 1 Gbit/s (1 000 Mbit/s) en réception et 200 Mbit/s en émission ce qui en fait l'un des opérateurs français proposant au grand public un très haut débit équivalent à ceux déjà commercialisés dans d'autres pays européens, même si dans d'autres pays, des offres 1 Gbit/s duplex (symétriques) sont disponibles. Toutefois, le nombre de foyers éligibles à cette offre reste très limité. L'Arcep avait souligné en 2013 le caractère partiel et parfois inexact des annonces de Free concernant ses offres à très haut débit fixe. Ceci pouvait alors « induire en erreur les utilisateurs »,.
En 2016, Free compte moins de 200 000 abonnés au FTTH, et espère passer de 2,5 millions de foyers raccordables en 2015, à 9 millions en 2018 et à 20 millions en 2022.

#### Autres opérateurs
Neuf (maintenant intégré à SFR) avait lancé en avril 2007, grâce aux rachats successifs de Mediafibre (à Pau) et Erenis (à Paris), une offre très haut débit à 50 Mbit/s dans les deux sens.
Completel a également câblé 4 000 bâtiments.
Auchan Telecom, filiale du groupe Auchan, a récemment lancé plusieurs offres fibre optique via le réseau Numericable.
Toutes ces offres incluent l'accès à internet très haut-débit, la téléphonie et la télévision.

### Cadre réglementaire en France
Un cadre légal et réglementaire a été mis en place très tôt afin de faciliter et sécuriser les conditions de déploiement de la fibre dans les immeubles neufs ou anciens.
Le développement de l’économie numérique est l’une des priorités de l’État. La fibre optique, technologie fiable et pérenne, la plus à même de fournir les débits nécessaires aux services et applications de demain, est placée au cœur du plan Très Haut Débit.
De plus, la loi de modernisation de l’Économie, adoptée le 23 juillet 2008 la Loi no 2008-776 par le parlement, prévoit l’instauration du droit au très haut débit, le principe de mutualisation, la signature de convention entre la propriété et les opérateurs et le prééquipement des immeubles neufs.
Toutefois, le financement du très haut-débit par le feder devrait diminuer sur les cinq années à venir, et l'Auvergne pourrait en être exclue.

#### L’instauration du droit au très haut débit en fibre optique
Le déploiement d’un réseau en fibre optique dans les immeubles doit être autorisé par le propriétaire ou le syndicat de copropriétaires réuni en Assemblée Générale.
Toute proposition d’un opérateur, pour raccorder un immeuble à ses frais, sera inscrite de droit à l’ordre du jour de la prochaine Assemblée Générale des copropriétaires et soumise à un vote à la majorité des tantièmes présents ou représentés (article 24 de la loi de 1965).
Le propriétaire d’un immeuble ne pourra pas s’opposer à ce qu’un occupant de bonne foi qui lui en fait la demande soit raccordé à un réseau Très Haut Débit sauf « motif sérieux et légitime ».
Parmi les différents projets, une modification de l’article L33-6 du CPCE pour qu’il affirme clairement qu’il ne concerne pas les logements individuels est à l'étude.

#### Le principe de mutualisation entre opérateurs de réseaux en fibre optique déployés dans les immeubles
La mutualisation repose sur le concept de Point de mutualisation.
L’opérateur signataire de la convention (Opérateur d’immeuble) a obligation d’ouvrir son réseau aux autres opérateurs (opérateurs commerciaux) afin que ces derniers puissent proposer leurs services aux résidents de l’immeuble.
Cette mutualisation a pour objectif de minimiser les travaux et nuisances dans l’immeuble, et d’assurer aux résidents le libre choix de leur offre commerciale.
En janvier 2012, la mutualisation est discutée par certains sénateurs et l'autorité de concurrence qui y voient une entente entre opérateurs,,.

#### La signature d’une convention entre les propriétaires (ou bailleurs) ou syndicats de copropriétaires et l’Opérateur d’immeuble
L’opérateur d’immeuble et les propriétaires ou les syndicats de copropriétaires doivent signer une convention relative à l’installation, la gestion, l’entretien ou le remplacement de lignes de communications électroniques à Très Haut Débit en fibre optique dans un immeuble.
Cette convention définit les rôles et engagements de chaque partie : les propriétaires ou les syndicats de copropriétaires devront permettre l’accès à l’immeuble par l’Opérateur d’Immeuble, et l’Opérateur d’immeuble aura la responsabilité du réseau qu’il aura déployé.
L’ARCEP a défini une convention-type avec les opérateurs et les professionnels de l’immobilier.
« On entend par opérateur d’immeuble toute personne chargée de l’établissement ou de la gestion d’une ou plusieurs lignes dans un immeuble bâti, notamment dans le cadre d’une convention d’installation, d’entretien, de remplacement ou de gestion des lignes signée avec le propriétaire ou le syndicat de copropriétaires en application de l’article L.33-6 du code des postes et des communications électroniques. L’opérateur d’immeuble n’est pas nécessairement un opérateur au sens de l’article L. 33-1 du même code. » (Décision ARCEP no 2009-1106)
L'opérateur d'immeuble est l'unique responsable des lignes du réseau de communications numériques depuis le point de mutualisation jusqu’aux logements ou locaux professionnels. En particulier, dans une construction neuve cette limite de responsabilité est matérialisée par un dispositif de terminaison optique.
Le monopole local de l'opérateur d'immeuble est en contrepartie soumis à obligation d’ouvrir son réseau aux autres opérateurs qui le souhaitent.

#### Le pré-équipement des immeubles neufs
Selon le décret d’application no 2009-52 du 15 janvier 2009 relatif à l’installation de lignes de communications électroniques à très haut débit en fibre optique dans les bâtiments neufs, tous les immeubles neufs devront être prééquipés en réseau intérieur fibre optique, dès le 1er janvier 2010 pour les immeubles de plus de 25 logements, et à compter du 1er janvier 2011 pour l’ensemble des immeubles. L’arrêté prévu pour la mise en œuvre est en cours de rédaction.

### Zones moyennement denses
En 2016, Free co-déploie avec Orange le FTTH dans les zones moyennement denses.

## Déploiement commercial des opérateurs au Cameroun
Plusieurs opérateurs se sont intéressés au Cameroun. Toutefois, les autorités de régulation n'ont pas encore défini de règles précises dans ce pays.
En particulier, l'opérateur détenant le monopole Camtel est inquiet de la possible rupture de ses fibres par les travaux de son concurrent MTN Cameroun. Les opérateurs concurrents (MTN et Orange Cameroun) en sont réduits à louer les câbles de l'opérateur public camerounais.

## Québec
En 2017 le gouvernement du Québec a créé le programme Québec branché pour que les citoyens et les entreprises des régions rurales et éloignées puissent avoir accès à des services Internet haute vitesse (IHV) de qualité à un coût comparable à celui observé en milieu urbain.
On entend par service Internet haute vitesse (IHV) :
- un débit de téléchargement d’au moins 5 mégabits par seconde (Mbit/s) ;
- un débit de téléversement d’au moins 1 Mbit/s ;

Au Québec, plus de 340 000 foyers sont actuellement mal ou non desservis.

## Chine
En 2012, la république populaire de Chine compte 16,9 millions d'abonnés au très haut débit.
La république populaire de Chine planifie de raccorder plusieurs dizaines de millions de foyers au FTTB ou au FTTH, chaque année.
À Shanghai, le très haut débit sera accessible à 2,3 millions de foyers fin de l’année 2012, contre 1 million de moins l'année précédente.
La Chine a déployé environ 30 millions de kilomètres de fibre optique.

## Technologies mises en œuvre

### Dans les réseaux (boucle locale)
Plusieurs technologies de boucle locale permettant le raccordement des clients aux réseaux internet haut-débit cohabitent :
- les réseaux de câble, historiquement introduits pour la première fois par les fournisseurs de TV par câble ; cette technique est surtout présente dans les zones urbaines. Le câble permet de proposer des abonnements allant de 100 Mbit/s à 400 Mbit/s[31]. Les vecteurs de transmission classiquement utilisés par le câble sont les câbles coaxiaux existants qui amènent le trafic à un nœud optique de proximité (CMTS). L'investissement nécessaire à la mise en place d'une connexion par câble est bien moindre que pour le FTTx, dans le cas d'un logement déjà câblé pour la télévision.
- La fibre optique, jusque chez l'abonné (FTTH), technologie la plus coûteuse mais permettant les débits les plus élevés, jusqu'à 10 Gbit/s en 2020 (avec l'offre Freebox Delta uniquement).
- La fibre optique au plus près de l'abonné (FTTx), avec une terminaison cuivre permet des débits de 50 Mbit/s en VDSL2 jusqu'à 500 mètres (fibre au sous-répartiteur) à 100 Mbit/s jusqu'à 100 mètres (fibre jusqu'à l’immeuble), voire 500 Mbit/s en G.fast.

La fibre optique, chez l'abonné ou arrivant à moins de 500 mètres de chez l'abonné, est la principale technologie garantissant un très haut débit. Encore destinée à un nombre limité de foyers mais plus répandue pour connecter les grandes entreprises, les hôpitaux et les universités, la fibre prend son réel essor à partir de 2007 avec le lancement des offres des principaux fournisseurs d'accès. À cette occasion, le réseau optique se développe considérablement dans les grandes villes, stimulé par la concurrence entre opérateurs.
En France, les acteurs commerciaux ayant déployé des infrastructures ont choisi les technologies suivantes :
- le FTTH pour Orange, Free, SFR et Bouygues Telecom.
- l'hybride fibre coaxial (DOCSIS) et le FTTLA pour Numericable et SFR.

### Dans les appartements
Une fois le très haut débit amené au plus proche du client, plusieurs technologies existent pour desservir le réseau domestique de l'utilisateur (ses différents équipements) :
- Ethernet ;
- Fibre optique plastique ;
- Courants porteurs en ligne ;
- Wi-Fi ;
- HomePNA sur câble ou paire téléphonique.